# Konstytucja konsularna

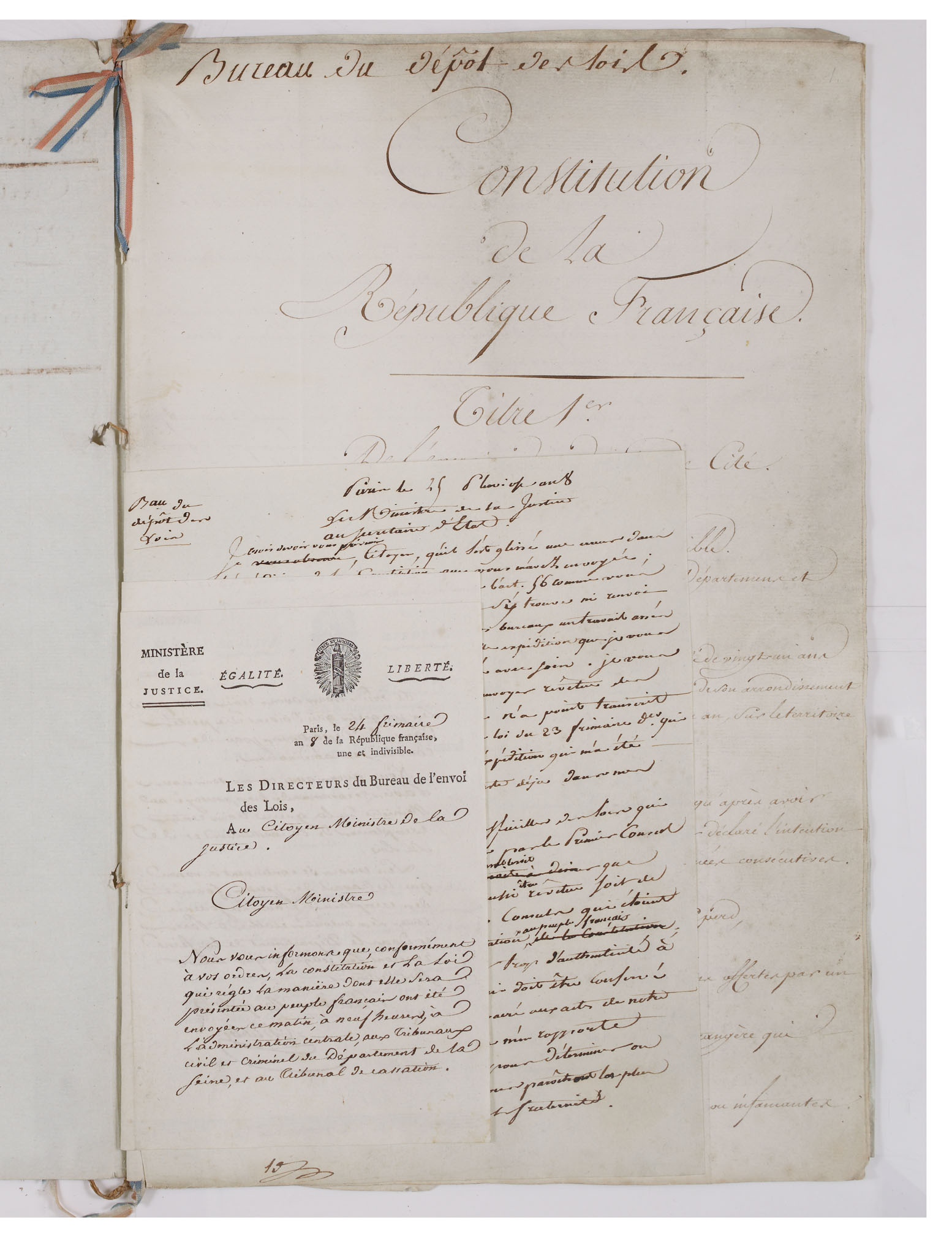
Konstytucja konsularna (1799)

Konstytucja konsularna (właściwie – Konstytucja roku VIII, fr. Constitution de l’an VIII) – konstytucja francuska, przyjęta 13 grudnia 1799 (22 frimaire’a VIII roku rewolucji według francuskiego kalendarza rewolucyjnego), ustanawiająca ustrój konsulatu.

## Uchwalenie
Konstytucja konsularna została proklamowana przez Napoleona Bonaparte w wyniku zamachu stanu, jaki przeprowadził 18 brumaire’a VIII roku, uzyskawszy tym samym de facto władzę zwierzchnią w państwie. Celem tej konstytucji było zapewnienie Bonapartemu jak najszerszej i jak najtrwalszej władzy przy jednoczesnym zachowaniu pozorów ustroju republikańskiego. O zamiarach, jak i stosunku Napoleona do konstytucji i idei republikańskich mogą świadczyć jego słowa dotyczące konstytucji konsularnej „Piszcie krótko i niewyraźnie” (do komisji układającej projekt nowej ustawy zasadniczej) oraz „Konstytucja opiera się na prawdziwych zasadach reżimu przedstawicielskiego, na świętych prawach własności, równości i wolności (...). Rewolucja wróciła do zasad od których się zaczęła, czyli skończyła się” (odezwa Napoleona Bonaparte „Do Francuzów” z grudnia 1799 r.). Konstytucja ta została ostatecznie zatwierdzona w drodze plebiscytu.

## Listy zaufania
Konstytucja konsularna formalnie wprowadzała powszechne prawo wyborcze dla wszystkich obywateli po ukończeniu 21. roku życia. Faktycznie przysługiwało ono wąskiej grupie osób, wchodzących w skład instytucji władzy. Obywatele tworzyli bowiem listy zaufania. Z 1/10 obywateli w okręgu tworzono listę okręgową, z 1/10 listy okręgowej – listę departamentalną, a z 1/10 listy departamentalnej listę narodową. Spośród owych list rekrutowali się członkowie Ciała Prawodawczego, Trybunatu, Konsulowie, Trybunał Kasacyjny (lista narodowa) oraz część urzędników (listy departamentalne i okręgowe), co skutecznie izolowało obywateli od jakiegokolwiek wpływu na instytucje władzy.

## Władza ustawodawcza
Władza ustawodawcza była podzielona pomiędzy cztery organy kolegialne: Radę Starszych, Trybunał, Ciało Prawodawcze i Senat

## Tok legislacyjny
Wyłączną inicjatywę ustawodawczą posiadał I konsul. Projekt ustawy kierował on do opracowania przez powoływaną przez siebie Radę Stanu. Z Rady Stanu projekt wędrował do Trybunatu, który przeprowadzał dyskusję nad projektem. Po zakończeniu takiej dyskusji, Trybunat wysyłał ustawę wraz przedstawicielem uzasadniającym jego stanowisko przed Ciałem Prawodawczym, które to mogło ustawę przyjąć lub odrzucić bez prawa przeprowadzania nad nim dyskusji. Na wniosek Trybunatu bądź Konsulów, zgodność danej ustawy z Konstytucją badał Senat Zachowawczy.
Rada Stanu
- powoływana przez I konsula (po 1804 r. przez cesarza)
- przygotowywała projekty ustaw wniesione przez I konsula
- przygotowywała projekty rozporządzeń administracyjnych
- sprawowała funkcję najwyższego sądu administracyjnego (II instancja od orzeczeń rad prefekturalnych oraz ministrów)

Trybunat
- powoływany przez Senat Zachowawczy z grona osób umieszczonych na liście narodowej
- złożony ze 100 członków co najmniej 25-letnich (po 1802 r. 50, w 1807 r. rozwiązany)
- przygotowywał opinię i przeprowadzał dyskusję o projekcie ustawy wniesionym przez I konsula oraz przedstawiał ją przed Ciałem Prawodawczym
- składał wniosek do Senatu Zachowawczego o zbadanie konstytucyjności ustawy

Ciało Prawodawcze
- powoływane przez Senat Zachowawczy z listy narodowej
- złożony z 300 członków co najmniej 30-letnich, jego skład był odnawiany raz na rok w 1/5
- głosował ustawy, bez możliwości przeprowadzania nad nimi dyskusji

Senat Zachowawczy
- złożony z 80 nieusuwalnych członków powoływanych dożywotnio przez I konsula lub w drodze kooptacji
- badał na wniosek Trybunatu lub Konsulów konstytucyjność ustaw
- wybierał na 10-letnią kadencję I, II i III konsula
- mianował z listy narodowej członków Trybunatu i Ciała Prawodawczego i Sądu Kasacyjnego
- miał prawo nanosić poprawki do konstytucji w postaci senatus-consulta (musiały jednak one zostać poddane plebiscytowi)

## Władza wykonawcza
Władza wykonawcza należała w pełni do I Konsula, którym był określony w konstytucji z nazwiska, Napoleon Bonaparte (art. 39 „(...) Konstytucja mianuje I Konsulem obywatela Bonaparte”). Wraz z II i III konsulem, wybieranymi przez Senat Zachowawczy spośród kandydatów przedstawionych przez I Konsula, I Konsul tworzył rząd, gdzie posiadał on głos decydujący (nawet wobec sprzeciwu II i III Konsula, decyzja I Konsula była wiążąca). II i III konsul mieli głos doradczy oraz prawo zastępowania I konsula w niektórych sprawach. Konsulowie byli nieodwołalni.
I konsul
- ma wyłączne prawo inicjatywy ustawodawczej
- mianuje ministrów, ambasadorów, sędziów, oficerów, członków Rady Stanu, Senatu Zachowawczego, urzędników lokalnych i innych.

Odpowiedzialność konstytucyjna (prawna) ministrów
Ministrowie ponosili odpowiedzialność konstytucyjną za wszelkie akty podpisane przez nich, a uznane za przez Senat Zachowawczy za sprzeczne z konstytucją oraz za niewykonanie ustaw bądź rozporządzeń. W stan oskarżenia ministra stawia Trybunat, aktowi oskarżenia bieg nadaje Ciało Ustawodawcze w formie dekretu, zaś sądzi go Najwyższy Trybunał.

## Władza sądownicza
Władzę sądowniczą sprawowali sędziowie mianowani przez I konsula, którzy jednak byli nieusuwalni (wprowadzenie gwarancji niezawisłości sędziowskiej). Wybieralni pozostali jednak sędziowie pokoju (sądzą na szczeblu kantonu) oraz sędziowie przysięgli. Konstytucja wprowadzała instytucję Trybunału Kasacyjnego (najwyższa instancja odwoławcza), Trybunałów Apelacyjnych (instancja odwoławcza) i Trybunałów do Spraw Cywilnych na szczeblu okręgów.

## Zmiany
- W 1802 r. dziesięcioletnią kadencję Napoleona zastąpiono dożywotnim stanowiskiem konsula.
- 18 maja 1804 r. uchwała Senatu (zatwierdzona później w referendum) ogłosiła Napoleona cesarzem Francuzów.